# Creissençac e Pissòt
Creissençac e Pissòt (en francès Creyssensac-et-Pissot) és un municipi francès situat al departament de la Dordonya i a la regió de la Nova Aquitània.

## Demografia
| 1962                                       | 1968 | 1975 | 1982 | 1990 | 1999 | 2007 |
| ------------------------------------------ | ---- | ---- | ---- | ---- | ---- | ---- |
| 155                                        | 138  | 128  | 126  | 178  | 201  | 214  |
| Des de 1962: població sense dobles comptes |      |      |      |      |      |      |

## Administració
| Període   | Identitat      | Partit |
| --------- | -------------- | ------ |
| 1997-2008 | Yves Chapeyrou |        |
| 2008-     | Claude Denis   |        |

## Personatges il·lustres
- Valentin Huot, ciclista